# Bruno Di Porto
(Bruno Di Porto)
Bruno Di Porto (Roma, 17 luglio 1933 – Pisa, 6 gennaio 2023) è stato uno storico italiano, per anni professore di Storia del giornalismo e Storia Contemporanea all'Università di Pisa.

## Biografia
Bruno Di Porto nacque a Roma nel 1933; si laureò in lettere alla Sapienza e dopo aver insegnato in un istituto femminile di Viterbo fu docente di Storia del giornalismo e Storia contemporanea all’Università di Pisa fino alla quiescenza.
Si occupò di storia del Risorgimento, in particolare della democrazia repubblicana, anche dirigendo la Domus Mazziniana a Pisa; di storia del giornalismo; di storiografia locale di Viterbo e di Pisa, le due città dove aveva insegnato; di storia e vari aspetti dell’Ebraismo, specialmente dell’Ebraismo italiano.
Diresse dal 1993 il periodico “Hazman Veharaion – Il Tempo e L’Idea”, che elabora settimanalmente un commento della Bibbia ebraica. In seno all’Ebraismo progressista aveva qualifica di Lay Minister of Jewish Religion.  Fu impegnato nel dialogo tra ebrei e cristiani, ed in generale inter-religioso.
Il suo libro Il movimento di Riforma nel contesto dell’Ebraismo contemporaneo. La presenza in Italia fu anche testimonianza della propria partecipazione e prospettiva di raccordo con le istituzioni ebraiche italiane.
Di Porto è morto nel 2023 quasi novantenne, lasciando la moglie Annamaria e due figli maschi. 

## Opere
•	Documenti inediti sull'emancipazione religiosa in Piemonte, in "Ha-Makor - La Sorgente - Bollettino del Centro di studi ebraici", gennaio-maggio 1957, pp. 17-20.
•	Recensione a Giorgio Bassani Gli occhiali d’oro (Torino, Einaudi, 1958), in “La Rassegna Mensile di Israel”, XXIV, n. 7, luglio 1958, pp. 332-334.
•	Giuseppe Mazzini e Luigi Napoleone Bonaparte, a puntate tra il 1957 ed il 1958, parte della collaborazione al quotidiano “La Voce Repubblicana”.
•	Si configura l’Europa, in La storia. Orientamenti didattici europei. Quaderni 3 dell’AEDE. Ho composto la parte di pp. 16-47.
•	Il Partito Repubblicano Italiano. Profilo per una storia dalle origini alle odierne battaglie, con prefazione di Ludovico Gatto, Roma, Ufficio stampa del P.R.I., 1963, pp. 215.
•	Il problema religioso in Luigi Luzzatti, in “La Voce della Comunità Israelitica”, Roma, gennaio 1965.
•	Romualdo Bonfadini. Un conservatore regionalista, in “Idea”, XXII, febbraio 1966, pp. 88-90.
•	La religione in Pascoli, Viterbo, Tipografia Unione, 1967.
•	Recensione a Giacomo Martina, S.J., Pio IX e Leopoldo II  (Miscellanea Historiae pontificiae), Roma, Università Gregoriana, 1967, in “Rassegna Storica del Risorgimento”, LVI, fasc. I, gennaio – marzo 1969, pp. 97-100.
•	La religione in Machiavelli e Guicciardini, Roma, edizione Idea, 1968.
•	Un triennio del Risorgimento viterbese (1847-1849) nelle carte della polizia pontificia, in “Rassegna Storica del Risorgimento”, LV, fasc. III, luglio – settembre 1968, pp. 439-460.
•	Gino Capponi e gli ebrei: un'antipatia non meditata, in "La Rassegna Mensile di Israel", XXXIV, 1968, pp. 104-110.
•	Niccolò Tommaseo e gli ebrei: una meditata simpatia, in "La Rassegna Mensile di Israel", XXXV, 1969, pp. 505-514.
•	Recensione a Niccolò Tommaseo, Del presente e dell’avvenire. Inedito, cura di Teresa Lodi, tomo I, Edizione nazionale delle opere, Firenze, Sansoni, 1968, in “Rassegna Storica del Risorgimento”, LVI, fasc. IV, ottobre-dicembre 1969, pp. 698-699
•	Recensione a Dio alla ricerca dell’uomo di Abraham Joshua Heschel, in “La Voce Repubblicana”, 13-14 settembre 1969.
•	Residui della presenza ebraica nel Viterbese, in “Shalom”, ottobre 1969, p. 17.
•	Garibaldini e restaurazione pontificia nel 1867 a Viterbo, in “Rassegna Storica del Risorgimento”, LVII, fasc. II, aprile- giugno 1970, pp. 241-256.
•	Recensione a Rosario Romeo, Cavour e il suo tempo (1810-1842), Bari, Laterza, 1969, in “Rassegna Storica del Risorgimento”, LVII, fasc. I, gennaio – marzo 1970, pp. 104-108.
•	Recensione a Gerusalemme ed il popolo ebreo di Benedetto Musolino, in “Rassegna Storica del Risorgimento”, LVII, fasc. II, aprile-giugno 1970, pp. 305-311.
•	Premesse al problema storico dell’Italia centrale nel primo decennio dell’unità, in Annali della Libera Università della Tuscia, 1969-1970, a. I, fasc. I-II, pp. 32-64.
•	Dalle cinque giornate alla liberazione del Mezzogiorno, in Carlo Cattaneo, Roma, Edizioni della Voce, pp. 107-114.
•	Gli ebrei di Roma dai Papi all’Italia, in 1870 La breccia del Ghetto. Evoluzione degli ebrei di Roma, Introduzione di Elio Toaff, Roma, Barulli, 1971, pp. 15-78.
•	Il XX settembre nella realtà ebraica romana, in “La Rassegna Mensile di Israel”, XXXVI, n. 12, dicembre 1970, pp. 459-471.
•	Recensione a Mario Romani, Storia economica d’Italia nel secolo XIX, 1815 – 1914, con una scelta di testi e documenti, in “Rassegna Storica del Risorgimento”, LVIII, Fascicolo I, gennaio – Marzo 1971, pp. 103 – 107.
•	Due sonetti inediti di Pietro Giannone, in “Rassegna Storica del Risorgimento”, LVII, fasc. III, luglio – settembre 1971, pp. 380-382.
•	Romualdo Bonfadini. Un patriota lombardo segnalato a Viterbo, in Annali della Libera Università della Tuscia, III, fasc. I-IV, 1971-1972, pp. 165-168.
•	Incontro agli antichi. Testo di storia ad uso del biennio ginnasiale e scientifico, in collaborazione con Ludovico Gatto, vol. I, Roma, Gremese, 1972.
•	Mazzini e l’emancipazione degli ebrei, in Giuseppe Mazzini, Roma, 1972, pp. 120-123.
•	The Rome Colloquium, Focus on Italy,  in “European Judaism”,1972, n. 1, pp. 12-15, participation to a Forum.
•	Storia del Risorgimento e contemporanea.  Due volumi. Dalla Restaurazione all’Unità d’Italia
•	Dall’Unità d’Italia alla prima guerra mondiale, Roma, Gremese, 1973, pp. 359. Testo parascolastico.
•	Il primo ventennio di Viterbo italiana, in Annali della Libera Università della Tuscia, IV, anno accademico 1972-1973, fasc. III-IV, pp. 73-161.
•	Recensione a Il giornalismo italiano dal 1861 al 1879, 450 parallelo, [1966] , in “Rassegna Storica del Risorgimento”, LX, fasc. II, aprile-giugno 1973, pp. 302-305.
•	Recensione a Carlo Zaghi, I russi in Etiopia, due volumi, Napoli, Guida, 1972, in “Rassegna Storica del Risorgimento”, LX,n. 4, ottobre – dicembre 1973, pp. 643-646.
•	Giacomo di Castelnuovo e il suo diario di guerra del 1866, in "Rassegna Storica del Risorgimento", LX, fasc. 3, luglio-settembre 1973, pp. 376-418.
•	Tre questioni sui rapporti tra gli ebrei e Roma antica, in "La Rassegna Mensile di Israel", XXXIX, febbraio 1973, pp. 1-9.
•	Edoardo Arbib deputato di Viterbo, in "La Rassegna Mensile di Israel", XL, luglio –agosto 1973, pp. 429-443.
•	Incontro agli antichi, testo scolastico di storia, II volume, Roma, Gremese, 1973.
•	Gli ebrei di Roma sotto l'occupazione nazista, in "Capitolium", Roma, ottobre 1973, pp. 88-89.
•	Raffaele Vita Foà. Un mazziniano piemontese, in “La Voce Repubblicana”, 11 luglio 1973.
•	Il secondo ventennio di Viterbo italiana, in Annali della Libera Università della Tuscia, V, fasc. III-IV, anno accademico 1973-1974, pp. 41-76.
•	Prospettive dei rapporti ebraico-cristiani in Italia, in "Bollettino dell'Amicizia Ebraico-Cristiana di Firenze", gennaio -giugno 1974, pp. 3-8.
•	Recensione a Gastone Manacorda, Storiografia e socialismo. Saggi e note critiche, Padova, Liviana, 1967, in “Rassegna Storica del Risorgimento”, LXI, fasc. I, gennaio-marzo 1974, pp. 128-129.
•	La casa che è stata tanto tempo ad aspettare, in “La Voce Repubblicana”, 6 agosto 1974.
•	Prospettive dei rapporti ebraico – cristiani in Italia, in Bollettino dell’Amicizia ebraico – cristiana di Firenze, IX,1-2, gennaio- giugno 1974, pp. 3-8.
•	Le prospettive internazionali del movimento democratico e repubblicano. In “Archivio trimestrale”, anno I, n. 3, settembre 1975, pp. 292-323.
•	Recensione a Franco Della Peruta, Mazzini e i rivoluzionari italiani. Il ‘partito d’azione’ 1830-1845, Milano, Feltrinelli, 1974, in “Rassegna Storica del Risorgimento”, XLII, fasc. I, gennaio – marzo 1975, pp. 87-90.
•	Recensione a Autori vari, Chiesa e religiosità in Italia dopo l’Unità (1861-1878). Atti del quarto convegno di Storia della Chiesa (La Mendola 31 agosto – 5 settembre 1971, quattro volumi, Milano, Vita e Pensiero, 1973, in “Rassegna Storica del Risorgimento”, LXII, fasc. IV, ottobre – dicembre 1975, pp. 516-518.
•	Le prospettive internazionali del movimento democratico e repubblicano nell’età napoleonica, in “Archivio trimestrale. Rassegna storica di studi sul movimento repubblicano”, Anno II, n. 1, marzo 1976, pp. 41-73.
•	La visione internazionale di Maurizio Quadrio, in Atti del secondo convegno su Mazzini e i mazziniani dedicato a Maurizio Quadrio Pisa, 23-24 ottobre 1976, pp. 84-161.
•	Recensione a Democrazia e mazzinianesimo nel Mezzogiorno d’Italia 1831-1872, Genève, Librairie Droz, 1975, in “Rassegna Storica del Risorgimento”, LXIII, fasc. II, aprile – giugno 1976, pp. 259-262.
•	Recensione a Aroldo Benini, Vita e tempi di Arcangelo Ghisleri (1855-1938) con appendice bibliografica, in “Rassegna Storica del Risorgimento”, LXIII, fasc. III, luglio-settembre 1976, pp. 393-396. La Resistenza nel Viterbese. Quaderni della Resistenza laziale 3 Regione Lazio Roma 1977, pp. 213.
•	Recensione a Ingvar Andersson, Storia della Svezia, introduzione di Silvio Furlani, in “Rassegna Storica del Risorgimento”, fasc. III, luglio – settembre 1977, pp. 351-355.
•	Tre lettere inedite di Nello Rosselli a Giulio Andrea Belloni e Il problema ebraico in Nello Rosselli, in Giustizia e Libertà nella lotta antifascista e nella storia d’Italia. Attualità dei fratelli Rosselli a quaranta anni dal loro sacrificio, Atti del congresso internazionale organizzato a Firenze il 10-12 giugno 1977, Firenze, La Nuova Italia, 1977, pp. 483-489, 490-499.
•	Appunti per una bibliografia mazziniana. Raccolta, in due volumi, della bibliografia mazziniana curata nel “Bollettino della Domus Mazziniana” negli anni 1977-1983.
•	I repubblicani nell’età giolittiana, in Istituzioni e metodi politici dell’età giolittiana. Atti del Convegno nazionale Cuneo 11-12 novembre 1978, a cura di Aldo A: Mola, Torino, Centro Studi Piemontesi, 1979, pp. 277-286.
•	Tra riformismo e intransigenza. La posizione di Gustavo Chiesi, in “Archivio trimestrale”, anno IV, maggio – giugno 1978, pp. 27-30.
•	Testimonianza nel libro di Lamberto Mercuri, Il movimento di Unità Popolare, Roma, Carecas, 1978, pp. 128-132.
•	La visione internazionale di Enrico Mayer, in Enrico Mayer. Atti del Convegno di sudi nel Centenario della morte. Livorno – Pisa 17 / 18 febbraio 1978, Quaderni della Labronica, n. 17 maggio 1982, nuova serie, pp. 16-30.
•	Origini del moderno repubblicanesimo in Italia, PRI, Sezione Bovio, Firenze, 1978, pp. 11.
•	L’interesse di Belloni per Pisacane e i suoi inediti sull’argomento, e Le componenti mazziniana e cattaneana in Salvemini e nei Rosselli. La figura e l’opera di Giulio Andrea Belloni, in Atti del Convegno di studi nel venticinquesimo anniversario della fondazione della Domus Mazziniana 1952 – 1977, Pisa 4-6 novembre 1977, Pisa, Domus Mazziniana, 1979, pp. 183-254.
•	Conclusioni del Convegno sui Periodici ghisleriani, Bergamo, Istituto Italiano di Arti Grafiche, 1979, pp. 163-167.
•	I repubblicani nell’età giolittiana, in Istituzioni e metodi politici dell’età giolittiana. Atti del Convegno nazionale Cuneo 11-12 novembre 1978, a cura di Aldo A. Mola, Torino, Centro studi piemontesi, 1979, pp. 277-286.
•	Regione Toscana. Le leggi razziali in Italia 400 anniversario 20 ottobre 1979 Consiglio Regionale Toscano, pp. 31-38.
•	Socialismo e questione nazionale in Cesare Battisti, in “Dimensioni”, 10 a. IV, marzo 1979 Documenti Politica Cultura, Livorno Belforte, pp. 51-61.
•	Martin Buber e l'ebraismo, in "La Rassegna Mensile di Israel", XLV, 1979, pp. 223-238.
•	Spigolature ebraiche pisane dell’Ottocento, in Gli ebrei in Toscana dal Medioevo al Risorgimento, volume da me curato e introdotto, Firenze, Olschki, 1980, pp. 65-101.
•	Gli ebrei nel Risorgimento, in “Nuova Antologia”, Fascicolo 2136, ottobre – dicembre 1980, pp. 256-272.
•	La Società operaia italiana di Costantinopoli, in “Bollettino della Domus Mazziniana”, anno XXVI, 1980, n. 1, pp. 85-101.
•	Mazzini a Pisa, in “Archivio Trimestrale” VI, 1980, n. 2, pp.263-277.
•	Quale terrorismo nel Risorgimento, in “La Nazione”, 18 maggio 1980.
•	Centenario del Tempio Israelitico di Firenze. Atti del Convegno, 7 heshvan 5743 – 24 ottobre 1982, pp. 14-15.
•	La prima “Giovine Italia”. Genesi e propositi, in 1500 anniversario della fondazione della “Giovine Italia” 1831-1981, Savona, Marco Sabatelli, 1983, pp. 65-72.
•	L’istruzione popolare nelle posizioni e nelle iniziative dei repubblicani, in Istruzione popolare nell’Italia liberale. Le alternative delle correnti di opposizione, a cura di Giovanni Genovesi e C.G. Lacaita. Centro italiano per la ricerca storico-educativa. Atti del II convegno nazionale (Pisa, 12-13 novembre 1982), Milano, Franco Angeli, 1983, pp. 78-110.
•	Mario mazziniano e garibaldino. Dagli anni genovesi ad Aspromonte, in Alberto Mario nel I centenario della morte. Atti del convegno nazionale di studio. Comune di Lendinara. Comitato per il I centenario della morte di Alberto Mario, Lendinara 2-3 giugno 1983, 1984, pp. 29-72.
•	Conti Giovanni, in Dizionario biografico degli italiani, XXVIII, Roma, Istituto della Enciclopedia Italiana, 1983, pp. 419-426.
•	Storia del Patto di Fratellanza. Movimento operaio e democrazia repubblicana 1860 / 1893, con Lucio Cecchini, Roma, Edizioni della Voce ENDAS, s.a.[1983].  Prefazione di Giovanni Spadolini.  Parte mia: Dal mutualismo risorgimentale al primo decennio del Patto, pp. 1-201.
•	L’approdo al crogiuolo risorgimentale, in “La Rassegna Mensile di Israel”, L, n. 9-10-11-12, settembre – dicembre 1984, pp. 803 – 862.
•	La questione ebraica in “Echi e Commenti”, in Israel. ‘Un decennio’ 1974 -1984. Saggi sull’Ebraismo italiano, a cura di Francesco Del Canuto, Roma, Carucci, 1984, pp. 185-213.
•	Ricordo di Aldo Nepi Modona. Uomo di pace e di dignità, in Bollettino dell’Amicizia Ebraico – Cristiana di Firenze, XX, 1-2, gennaio – giugno 1985, pp. 13-15.
•	 I rapporti della Chiesa cattolica con l’Ebraismo a vent’anni dalla Nostra Aetate, in Bollettino dell’Amicizia Ebraico- Cristiana di Firenze, XX, 3-4, luglio – dicembre 1985, pp. 35-42.
•	Celebrazione in ricordo di Sir Moses Montefiore. Bicentenario della nascita, centenario della morte. Firenze, La Giuntina, 1985 saggio in sette pagine.
•	Salvemini e Colonna di Cesarò, in Gaetano Salvemini tra storia e politica, a cura di Gaetano Cingari, Roma – Bari, Laterza, 1986, pp. 364-473.
•	Recensione a Vincenzo Lupo Berghini, A quarant’anni dalla legislazione razziale. Persecuzioni a Pisa, in “La Rassegna Mensile di Isael”, LII, maggio – dicembre 1986, pp. 517- 519.
•	Competizioni politico-amministrative e vita quotidiana a Pisa nel biennio 1889-1890 attraverso due opposti giornali, Pisa, Servizio editoriale universitario, 1987, seconda edizione 1988.
•	Periodici settimanali della parte occidentale della Toscana: “L’Ombrone”, “La Provincia di Massa Carrara”, “Il Baluardo”, “Il Faro”, in “Documenti e Studi”, semestrale dell’Istituto Storico della Resistenza in Provincia di Lucca, 6/7, dicembre 1987, pp. 93-95, a presentazione.
•	Presentazione di Renato Menasci, Verso di te Gerusalemme, Roma, Carucci, 1988, pp. 3-9.
•	Ebrei e Cristiani a 40 anni da Seelisberg, in Bollettino Amicizia Ebraico – Cristiana di Firenze, ,3-4, luglio – dicembre 1988, pp.3-7.
•	Il delirio nello scartafaccio. Francesco Gaeta, poeta e giornalista, antisemita ed antimassone, in “La Rassegna Mensile di Israel”, LVI, n. 1-2, gennaio – agosto 1990, pp.101-112.
•	Il partito politico nella «Nuova Antologia», in Il partito politico nella Belle Epoque. Il dibattito sulla forma – partito in Italia tra ‘800 e ‘900, a cura di Gaetano Quaglarello, LUISS, Milano, Giuffrè, 1990, pp. 247-277.
•	 Gli articoli di Achille Loria in “Echi e Commenti” parte di Un periodico tra le due guerre mondiali Volume I Tomi II e III, Servizio editoriale universitario Pisa.
•	“Echi e Commenti”. Un periodico tra le due guerre mondiali. Vol. I. Achille Loria direttore di “Echi e Commenti” (1920-1928). Tomo I. Prefazione di Luigi Bulferetti. Postfazione di Riccardo Faucci, Servizio editoriale universitario di Pisa, pp. 444. Al tutto ampia recensione di Vincenzo G. Pacifici, cumulativa del mio lavoro e quello di Antonio Allocati, che ha curato il Carteggio Loria – Graziani (1888-1943), pubblicazione degli archivi di Stato 1990, in “Rassegna Storica del Risorgimento”, LXXIX, fasc. III, luglio – settembre 1992, pp. 411-412.
•	Conversazioni e lineamenti di storia del giornalismo. Precedenti ed albori, Pisa, Il Campano, 1991.
•	Bei tempi, in Il Pensiero Mazziniano, XLVI, gennaio – marzo 1991, pp.  75-77.
•	Modelli, riferimenti e miti internazionali dei partiti politici, in Almanacco Repubblicano 1992, ed. La Ragione, pp. 437-442.
•	Concetto generale e fattori di crisi nella nostra epoca al vaglio del dialogo ebraico-cristiano. Contributo a La fede in tempo di crisi. Ebrei e Cristiani riflettono oggi nel V centenari della espulsione degli ebrei dalla Spagna, Edizioni Camaldoli, pp. 17-32.
•	Giornalismo e storiografia, in Almanacco Repubblicano 1993, ed. La Ragione, pp. 479-483.
•	La stampa periodica ebraica a Livorno, in “Nuovi Studi Livornesi”, vol. I 1993, pp. 173-198.
•	Culture altre. L’ebraismo.  Straniero o nemico?, in “Rocca”. Rivista della Pro Civitate Christiana Assisi, anno 53, I febbraio 1994, pp. 48-51.
•	Politica, economia e cultura in una rivista tra le due guerre “Echi e Commenti” 1920-1943, Torino, G. Giappichelli, 1995.
•	“La Rassegna Mensile di Israel” in epoca fascista, in “La Rassegna Mensile di Israel”, LXI, n. 1, gennaio – aprile 1995, pp. 7- 60.
•	Il pensiero di Paolo sulla giustizia. Un ebreo di oggi e Paolo di Tarso, in Vita Monastica, anno XLIX, n. 199, gennaio- marzo 1995, Edizioni Camaldoli, pp.23-50.
•	La giustizia e la non violenza nel Giudaismo postbiblico, in Non violenza e giustizia nei testi sacri delle religioni orientali. Atti del Convegno della Facoltà di Lettere dell’Università di Pisa, 24-26 maggio 1995, a cura di Caterina Conio e Donatella Dolcini, Pisa, Giardini, 1999, pp. 189-206.
•	L’Ebraismo: una religione e una cultura, in L’educazione interculturale 2 curriculo delle religioni. IRRSAE Puglia. Comunità Europea. Ministero Pubblica Istruzione, Quaderno n. 21, Bari, 1995, pp. 29-44.
•	Conversazioni e lineamenti di Storia del Giornalismo. Giornalismo e cultura, Pisa, Il Campano, 1996, pp. 5-31 conferenza tenuta presso l’Amministrazione provinciale a Pescara.
•	Francesco Gaeta (radiografia di un antisemita), in “La Rassegna Mensile di Israel”, LXIII, n. 2, maggio – agosto 1997, pp. 121-132.
•	«Per l’emancipazione degli Israeliti» (1847). L’autografo di Stanislao Grottanelli de’ Santi all'Accademia Labronica, in Nuovi Studi Livornesi, I, 1998, Belforte, pp. 161-182.
•	Recensione a Quaderni del Limone d’oro, 2 Dal Piemonte a Sion in RMI LXIV, n. maggio – agosto 1998, pp. 163 – 168.
•	Recensione a Quaderni del Limone d’oro, 2 Dal Piemonte a Sion in  “La Rassegna Mensile di Israel”  LXIV, n.  maggio – agosto 1998, pp. 163 – 168.
•	Abramo lo straniero, padre di una nazione e padre dei credenti, in “Filosofia e Teologia=, Edizioni scientifiche italiane, 2/98, pp. 255-265.
•	Valdesi ed ebrei, le due storiche minoranze religiose dal Risorgimento alla Repubblica, in “La Rassegna Mensile di Israel”, LXIV, n. 1, gennaio – aprile 1998, pp. 7-12.
•	La temuta protesta dei senatori ebrei per le leggi antiebraiche, in “La Rassegna Mensile di Israel”, LXIV, n. 2, maggio – agosto 1998, pp. 69-80.
•	Il messia sconfitto. L’enigma della morte di Gesù osservazioni al libro di Severino Dianich, così intitolato (Casale Monferrato, Piemme, 1997), in dialogo e confronto con l’autore, in “Rassegna di Teologia”, ed. San Paolo n. 5, XXXIX, settembre- Ottobre 1998, pp. 763-770.  Replica di don Dianich alle pagine 770-772.
•	La politica internazionale del PRI dal secondo dopoguerra agli attuali frangenti, in “Almanacco Repubblicano 1997”, pp. 518-523.
•	Intervento in La preghiera. Respiro delle religioni. Gruppi di studio della XXXVI sessione di formazione ecumenica, SAE, pp. 15-25.
•	Gli ebrei e le svolte di Pio IX, in Amicizia Ebraico – Cristiana. Bollettino a cura dell’Amicizia Ebraico-Cristiana di Firenze, XXXVI, 1-2, gennaio- giugno 2000, pp. 43-53.
•	Un insegnamento parallelo che si affermi con i suoi meriti nella libertà, in Educare al senso della vita nella scuola di Stato, a c. di Raffaele La Porta, Milano, La Nuova Italia, 2001, pp. 105-121.
•	“La Rivista Israelitica”. Ktav haet hayhuì harishon be Italia, in “Qesher” n. 30, novembre 2001, pp. 109-117; 18e-20e della parte riassuntiva in inglese.
•	Il giornalismo ebraico in Italia. Un primo sguardo d’ insieme al “Vessillo Israelitico”, in “Materia Giudaica – Rivista dell’Associazione italiana per lo studio del Giudaismo”, VI/1, 2001, pp. 104-109.
•	Elia Benamozegh, un volto mediterraneo dell’Ebraismo integrale e moderno, mistico e storico nell’ incontro con l’Italia, in Per Elia Benamozegh. Atti del Convegno di Livorno su Benamozegh, a cura di Alessandro Guetta, Milano, Thalassa De Paz, 2001, pp. 67-86.
•	“Il Vessillo Israelitico” Un vessillo ai venti di un’epoca tra Ottocento e Novecento, in “Materia Giudaica”, VII/2, 2002, pp. 349-383.
•	Apporti e posizioni di ebrei nella vita e nella cultura politica italiana, in Isacco Artom e gli ebrei italiani dal Risorgimento al fascismo, a cura di Aldo A. Mola, Foggia, Bastogi, 2002, pp. 59-108.
•	Gli ebrei in Italia durante il fascismo, Ibidem, pp. 153-188.
•	Aspetti religiosi della macellazione, in La macellazione. L’uccisione degli animali a scopo alimentare, a cura di Gian Luigi Giovagnoli, Torino, Edizioni medico scientifiche, 2003, pp. 69-72.
•	Il nazionalismo tra continuità e rottura con il Risorgimento, in Da Oriani a Corradini. Bilancio critico del primo nazionalismo italiano, a cura di Romain H. Rainero, Milano, Franco Angeli, 2003, pp. 25 – 44.
•	Haittonut hayehudit be Italia nokah haantiṧemiut (Il giornalismo ebraico in Italia di fronte all’antisemitismo), in  “Qesher”, rivista israeliana di storia del giornalismo ebraico,  n. 33, 2003, pp. 90 – 99.
•	Un umanesimo religioso ebraico, in “Testimonianze”, n. 429, pp. 84- 89.
•	“Il Corriere Israelitico”. Uno sguardo d’insieme, in “Materia Giudaica”, Rivista dell’Associazione italiana per lo studio del giudaismo, IX/ 1-2 (2004), pp.249 – 263.
•	I periodici fiorentini di Samuel Hirsch Margulies: la “Rivista Israelitica” e “La Settimana Israelitica”, in Percorsi di storia ebraica. Atti del Convegno internazionale Cividale del Friuli – Gorizia, 7 – 9 settembre 2004, a cura di Pier Cesare Ioly Zorattini, Udine, Forum, 2005, pp. 221 – 245.
•	Abramo nella tradizione ebraica, in Abramo padre di tutti i credenti. Alle radici delle tre grandi religioni monoteistiche, a cura di Cesare Letta, Pisa, ETS, 2006, pp. 67 – 102.
•	Prefazione a Gabriele Ancona, Ledor vador. Di generazione in generazione. Cronaca domestica degli Ancona dal XIV al XXI secolo, Milano, 2006.
•	Guardare sempre all’origine, in Il potere, a cura di Piero Ciardella e Maurizio Gronchi, Milano, Paoline, 2007, pp. 95 – 96.
•	Gli ebrei italiani di fronte al 1938, in “La Rassegna Mensile di Israel”,LXXIII, n. 2. Maggio – agosto 2007. Numero speciale in occasione del 700 anniversario dell’emanazione della legislazione antiebraica fascista, a cura di Michele Sarfatti, pp.  249 – 276.
•	Il foro interiore e lo spazio pubblico, in “Testimonianze”, n. 460, luglio – agosto 2008, pp.40 – 45.
•	Recensione a Pietro Ioly Zorattini, i nomi degli altri. Conversioni a Venezia e nel Friuli in età moderna, Firenze, Leo Olschki, 2008, in “Materia Giudaica”, XIII / 1 – 2 (2008), pp. 440 – 443.
•	Posizioni di ebrei di fronte alla vicenda Zolli, in Israel – Eugenio Zolli. Un semitista tra religioni e storia, a cura di Pier Angelo Carozzi, Padova, Il Poligrafo, 2009, pp. 129 – 168.
•	Gli ebrei d’Italia nell’età fascista e nella persecuzione, in Atti delle giornate di studio per i settant’anni delle leggi razziali in Italia.  Napoli Università ‘L’Orientale’ – Archivio di Stato 17 e 25 novembre 2008, a cura di Giancarlo Lacerenza e Rossana Spadaccini. Napoli, 2009, pp. 113 – 143.
•	Simone Weil e l’ebraismo. La radice disconosciuta, in “Testimonianze”, n. 468 – 469, pp. 112 – 121.
•	Postfazione a Isacco Sciaky, Il salonnichiota in nero, a cura di Vincenzo Pinto, Livorno, Salomone Belforte, 2009, pp. 239-246.
•	Ebraismo, una civiltà sviluppata da un popolo, su una base religiosa, in Fedi e conflitti. Le religioni possono costruire la pace, a cura di Massimo Salani. Pisa, Plus, 2010, pp. 145 – 172.
•	Marco Mordekai Mortara Doreṧ  Tov, in “Materia Giudaica”, Rivista dell’Associazione italiana per lo studio del giudaismo, XV – XVI (2010 – 2011), Atti del XXIII Convegno internazionale dell’AISG. L’Ottocento ebraico in Italia fra tradizione e innovazione: la figura e l’opera di Marco Mortara, pp. 139 – 167.
•	Un timbro di ritualità e di valore ai ritmi del tempo, in “Testimonianze”, n. 477, maggio –giugno 2011, pp. 32- 36.
•	Origini, sviluppi e apporti della presenza ebraica nella storia nordamericana (limitatamente agli Stati Uniti di America), in L’Europa e la sua espansione religiosa nel continente nordamericano, a cura di Luciano Vaccaro, Milano, Centro Ambrosiano, 2012, pp. 661 – 690.
•	Il movimento di riforma nel contesto dell’ebraismo contemporaneo, in Storia religiosa degli ebrei di Europa, a cura di Luciano Vaccaro, Milano, Centro Ambrosiano, pp. 267 – 326.
•	Commento alla Torah, in volume pubblicato a cura di Sergio Di Porto e Anna Coen, Roma, 2012. Lo vado ampliando in puntate settimanali su un sito siti elettronico e in newsletter dell’Associazione e Sinagoga Lev Cadash, e della Comunità Ebraica di Pisa.
•	Gli ebrei nella vita e nella cultura politica italiana dal Risorgimento alla fine dell’Ottocento, in L’emancipazione ebraica in Toscana e la partecipazione degli ebrei all’Unità d’Italia. Atti del Convegno di studi Livorno – Pisa – Firenze 28 febbraio. 1 marzo 2011, a cura di Dora Liscia Bemporad, Firenze. Edifir, 2012, pp. 27 – 43.
•	Ebrei italiani dell’Ottocento tra politica e cultura, tra italianità ed ebraismo, in Ebrei, minoranze e Risorgimento. Storia, cultura, letteratura, a cura di Marina Beer e Anna Foa, Roma, Viella, 2013, pp. 37 – 63.
•	Prefazione a Toccare il fondo. Una famiglia di ebrei italiani attraverso due guerre mondiali, di Gianna Di Nepi, a cura di Giulia Piperno, Livorno, Salomone Belforte & C., 2013, pp. 9 – 11.
•	Voce Ghetto in Lessico interculturale a cura di Serena Gianfaldoni, Milano, Franco Angeli, 214, pp.91 – 95, 249.
•	Gli ebrei italiani dai vecchi stati all’Unità, in Gli ebrei italiani dai vecchi stati all’Unità. Atti del convegno 9 novembre 2011. Museo Ebraico di Bologna, a cura di F. Bonilauri e V. Maugeri, Firenze, Giuntina, 2014, pp. 9-56.
•	Riflessi religiosi di un movimento secolare: sionismo e religione, in Una città tra terra e cielo. Gerusalemme. Le religioni – Le chiese, sotto la direzione di Cesare Alzati, a cura di Luciano Vaccaro, Città del Vaticano, Libreria Editrice Vaticana – Fondazione Ambrosiana Paolo VI, 2014, pp. 423-454.
•	Per un profilo culturale di Raffaele Ottolenghi. Contributo su aspetti di fondo, in Non solo verso Oriente. Studi sull’Ebraismo in onore di Pier Cesare Ioly Zorattini, a cura di Maddalena Del Bianco Cotrozzi, Riccardo Di Segni, Marcello Massenzio Firenze, Leo S. Olschki, 2014, tomo II, pp. 519-533.
•	Postfazione alla riedizione, con indici, di tutto il pubblicato, della «Rivista Israelitica», diretta da Cesare Rovighi, 1845- 1847, a cura di Ercole Camurani, con note introduttive di Sabina Magrini, direttore della Biblioteca Palatina di Parma, e di Vincenza Maugeri, direttore del Museo Ebraico di Bologna, Fidenza, Mattioli 1885, 2014, pp. 779-793.
•	I discendenti da Vittorio di Moisè, in I Supino. Una dinastia di ebrei pisani fra mercatura, arte, politica e diritto (secoli XVI – XX), a cura di Franco Angiolini e Monica Baldassarri, Pisa, Pacini, 2015, pp. 181-194.
•	Momenti e figure nel rapporto tra ebrei e mezzogiorno, in Per i 150 anni della Comunità Ebraica di Napoli. Saggi e ricerche, a cura di Giancarlo Lacerenza, Napoli 2015, pp. 43-52.
•	Stato degli studi su Marco Mordekai Mortara, in Nuovi studi in onore di Marco Mortara nel secondo centenario della nascita, a cura di Mauro Perani e Ermanno Finzi, Quaderni di Materia Giudaica 5, Firenze, Giuntina, 2016, pp.45-56.
•	Messaggio a Il Sinodo delle Donne. Le nuove famiglie, a cura di Marisa Patulli Traytall, Roma, Camera dei Deputati, 2016, pp. 25-27.
•	Gli ebrei italiani nella Grande Guerra con sfondi internazionali, in Gli ebrei italiani nella Grande Guerra (1915-1918). Atti del convegno Museo Ebraico, Bologna, 11 novembre 2015, a cura di Caterina Quareni e Vincenza Maugeri, Firenze, Giuntina, 2017, pp. 11-48.
•	David Levi Morenos (1863-1933) oceanografo, ittiologo, esperto della pesca, filantropo educatore, in “Hazman Vehararion – Il Tempo e L’Idea”, Anno XXIV, 216, pp. 31-40. Dirige e pubblica questo periodico dal 1993.
•	Conversioni dall’ Ebraismo e all’Ebraismo in Italia da fine Ottocento ad oggi, in “Hazman Veharaion – Il Tempo e L’Idea”, Anno XXIV, 2016, pp. 41-87.
•	Tra Gerusalemme e Roma, riflessioni a 50 anni da Nostra Aetate, in “AEC Bollettino a cura dell’Amicizia Ebraico Cristiana di Firenze”, n. 1-2 2017, pp. 57-60.
•	La cerimonia del ricordo e delle scuse, in AEC Bollettino a cura dell’Amicizia Ebraico-Cristiana di Firenze, 2018, n. 3-4, pp. 65-68.
•	Collaborazione al volume Economia e spiritualità, a cura di Francesco Poggi e Giudalberto Bolrmolini, numero speciale monografico della rivista “Nuova Economia e Storia”, a. XXIV, 2018, pp.251-266.
•	Il movimento di Riforma nel contesto dell’Ebraismo contemporaneo. La presenza in Italia, Firenze, Angelo Pontecorboli, 2018, pp. 151.
•	La vocazione di Avraham, in La Bibbia dell’Amicizia.  Brani della Torah / Pentateuco commentati da ebrei e cristiani, a cura di Marco Cassuto Morselli e Giulio Michelini, prefazione di Papa Francesco e Abraham Skorka, Cinisello Balsamo, San Paolo, 2019, pp. 177-182.
•	Una famiglia. Una fanciullezza 1938 - 1944. Contributo alla memoria dell'Ebraismo italiano nella persecuzione nazifascista,  in "Hazman Veharaion - Il Tempo e L'Idea", XXV, 2019, pp. 2-49.
•	Laicità ed ebraismo, in  Ernesto Nathan. L'etica di un sindaco, a cura di Marisa Patulli Trythall,  Roma, Nova Delphi, 2019, pp.17-28.
•	Postfazione a Elena Mazzini, La Chiesa livornese e il dialogo con l'Ebraismo nell'Episcopato di Alberto Blondi, presentazione di Emanuele Rossi, Livorno, Salomone Belforte, 2020, pp. 107-113.
•	Le seguenti voci nel Dizionario Biografico degli Italiani: Battera Raimondo,  Beghelli Giuseppe, Belloni Giulio Andrea, Berardi Filippo, Berghini Pasquale,  Berra Teresa, Bersani Stefano,  Bertani Agostino,  Bettini Filippo,  Bianchi Federico Vincenzo Ferreri, duca di Casalanza,  Bignami Carlo,  Biseo Camillo,  Bixio Cesare Leopoldo, Bolza Luigi,  Boccheciampe Pietro,  Bonfadini Romualdo,  Bonacci Teodorico,  Bonnet Giovacchino,  Borelli Vincenzo,  Borghese Camillo, Borghesi Aldobrandini Francesco,  Borgia Luigi Oreste,  Borromei Arese Vitaliano, Bosco Giovanni Bartolomeo,  Bosdari Giovanni Battista,  Bottoni Antonio,  Bozzano Ernesto,   Bravi Giuseppe Maria,  Brenta Andrea,  Briganti Tommaso,  Brizi Eugenio,  Bruzzesi Giacinto, Cadolini Giovanni,  Cairoli Ernesto, Cairoli Enrico,  Caprini Pacifico,  Castelnuovo Arturo, Castelnuovo Giacomo,  Chiesi Gustavo,  Chiostergi Giuseppe,  Codignola Arturo,  Conti Giovanni,  Della Seta Ugo,  Norsa David Aron.